# Flagey, Doubs
Flagey är en kommun i departementet Doubs i regionen Bourgogne-Franche-Comté i östra Frankrike. Kommunen ligger i kantonen Amancey som tillhör arrondissementet Besançon. År 2022 hade Flagey 132 invånare.

## Befolkningsutveckling
Antalet invånare i kommunen Flagey
Referens:INSEE